# Ричи (лунный кратер)
Кратер Ричи (лат. Ritchey), не путать с кратером Риччи (лат. Riccius), а также с кратером Ричи на Марсе — небольшой ударный кратер в экваториальной области видимой стороне Луны. Название присвоено в честь американского астронома и конструктора телескопов Джорджа Уиллиса Ричи (1864—1945) и утверждено Международным астрономическим союзом в 1935 г. 

## Описание кратера

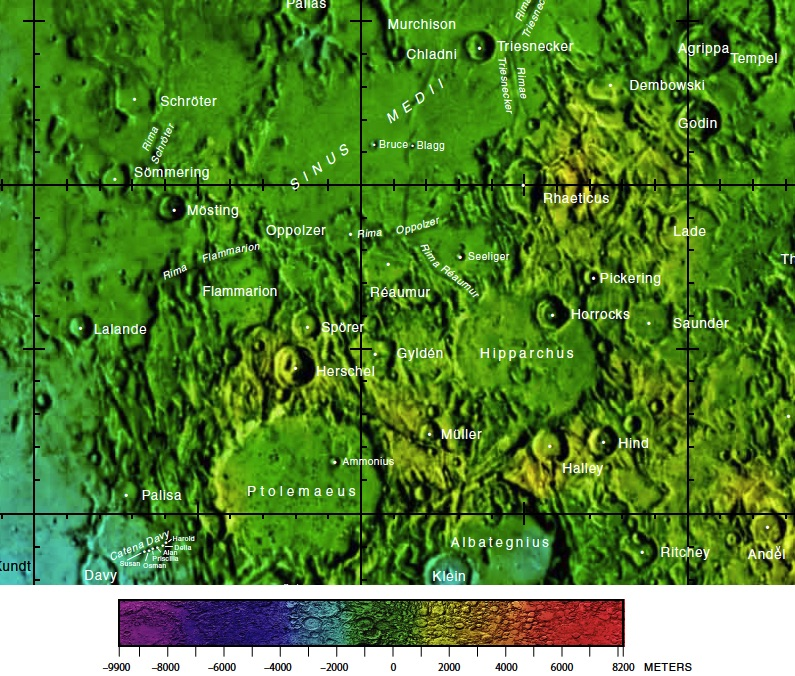
Окрестности кратера Ричи. Фрагмент карты видимой стороны Луны.

Ближайшими соседями кратера Ричи являются кратер Аль-Баттани на западе; кратер Галлей на северо-западе; кратер Хайнд на севере-северо-западе; кратер Линдсей на северо-востоке; кратер Андел на востоке; кратер Абу-ль-Фида на востоке-юго-востоке и кратер Бернем на юге-юго-западе. Селенографические координаты центра кратера 11°08′ ю. ш. 8°29′ в. д. / 11,13° ю. ш. 8,48° в. д., диаметр 24,1 км, глубина 1400 м.
Кратер Ричи имеет полигональную форму с выступом в северо-западной части и умеренно разрушен. Вал сглажен, в северо-западной части перекрыт двумя маленькими кратерами. Дно чаши сравнительно ровное, отмечено мелкими кратерами, с небольшим центральным пиком.

## Сателлитные кратеры

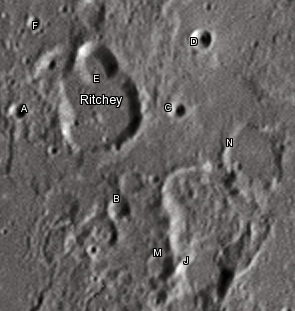
Снимок Девида Кемпбелла.

| Ричи | Координаты                                          | Диаметр, км |
| ---- | --------------------------------------------------- | ----------- |
| A    | 11°20′ ю. ш. 7°44′ в. д. / 11,34° ю. ш. 7,74° в. д. | 4,7         |
| B    | 11°59′ ю. ш. 8°56′ в. д. / 11,98° ю. ш. 8,93° в. д. | 6,0         |
| C    | 10°57′ ю. ш. 9°11′ в. д. / 10,95° ю. ш. 9,18° в. д. | 5,2         |
| D    | 10°16′ ю. ш. 9°13′ в. д. / 10,26° ю. ш. 9,21° в. д. | 5,8         |
| E    | 10°43′ ю. ш. 8°19′ в. д. / 10,72° ю. ш. 8,31° в. д. | 12,4        |
| F    | 10°31′ ю. ш. 7°39′ в. д. / 10,52° ю. ш. 7,65° в. д. | 3,7         |
| J    | 12°25′ ю. ш. 9°53′ в. д. / 12,41° ю. ш. 9,88° в. д. | 15,7        |
| M    | 12°23′ ю. ш. 9°28′ в. д. / 12,39° ю. ш. 9,47° в. д. | 8,2         |
| N    | 11°10′ ю. ш. 10°00′ в. д. / 11,16° ю. ш. 10° в. д.  | 16,9        |

## В культуре
Упоминается в повести «Понедельник начинается в субботу» братьев Стругацких

## См.также
- Список кратеров на Луне
- Лунный кратер
- Морфологический каталог кратеров Луны
- Планетная номенклатура
- Селенография
- Минералогия Луны
- Геология Луны
- Поздняя тяжёлая бомбардировка